# الأبلة
الأُبُلَّة بضم الهمزة والباء واللام المشددة، مدينة بالعراق بينها وبين البصرة أربعة فراسخ ونهرها الذي يقع في شمالها، وجانبها الآخر على غربي دجلة، وهي أكبر مدن البصرة وأفسحها  حسنة الديار واسعة العمارة متصلة البساتين عامرة بالناس المياسير وهم في خصب من العيش ورفاهية. يعود أصل مدینة الأبلة إلى عصور قدیمة، أرجعها البعض إلى الدولة الأكدية، وأرجعها البعض الآخر إلى أحد قادة الإسكندر المقدوني. ولقد كان للأبلة قبل الإسلام علاقات تجاریة مع الیمن عن طریق میناء حضرموت وكذلك لها نشاط تجاري مع مناطق الجزیرة العربیة الأخرى والصين والهند وفارس ثم شمال العراق إلى أوروبا، وقد تنوعت البضائع المستوردة والمصدرة بحسب إنتاج كل بلد وحاجاته.
وكان عمر بن الخطاب قد أمر بحفر نهر الأبلة فلما ولي عثمان جعل نصف النفقة على أهل الخراج والنصف الثاني على بيت المال، فمدوه إلى البصرة، فأصبح نهر الأبلة من أشهر أنهار البصرة. والأبلة مدينة قديمة عامرة فتحها عتبة بن غزوان في زمن عمر.

## التسمية
اختلف المؤرخون اختلافاً كبيراً في سبب تسمیة الأبلة، فقد ورد بالكتابات المسماریة كلمة أوبولم (u-bu-lum) حیث نسبها البعض إلى الآكاديين وأنها تعود لإسم قبیلة من القبائل الأكدية في جنوب العراق، ویعتقد البعض أن التسمیة تعود إلى اسم أحد القادة الیونان الذین احتلوا جنوب العراق مع الإسكندر المقدوني (٣٣٦-٣٢٣ق.م) وهو أبولوغس (Apologus)، أو نسبة إلى الإله الیوناني (أبولو) ، ولقد كان القائد الیوناني أبولوغس معروفاً في المئة الرابعة قبل المیلاد، فقد كان بحاراً وقائداً لأسطول الإسكندر، حيث ذكر أن مدینة الأبلة كانت مستودعاً لتجارات فارس، وأن أبولوغس هي الأبلة عند العرب، ونقلاً عن صاحب كتاب الطواف حول البحر الإرتیري یقول نقولا زیارة أن المؤلف حینما یتناول منطقة الخلیج فإنه یذكر اسمین مهمین فیه وهما (أبولوجس) الأبلة وميسان.
ويروى أن تسمیة الأبلة جاءت من اسم امرأة نبطية تسمى (هوب) فلما جاء الفرس أطلقوا علیها (هوبلت) فعربتها العرب إلى الأبلة.، كل ما سبق يشير إلى أن الاسم قدیم یطلق على مدینة كانت رائجة التجارة قبل الإسلام في جنوب العراق.

## الموقع

مدينة الأبلة تقع على شط العرب في نفس موقع البصرة الحالية، والى الغرب منها مدينة البصرة الإسلامية التي بناها عتبة بن غزوان، تبعد عنها أربعة فراسخ.

یعود تاریخ مدینة الأبلة إلى أقدم نقش وصل إلینا من الدولة الأكدیة یرجع إلى زمن حكم الملك الاكدي نارام سین (٢٢٥٤-٢٢١٨ ق.م) في الألف الثاني قبل المیلاد 
ولهذا الموقع التجاري أهمية كبیرة في العصور القدیمة، فقد سمي باب سالمیتي (شابلیتوم) أي باب البحر الأسفل في اللغة الآكدیة، وكذلك سمي باسم میناء تریدون الذي بناه نبوخذ نصر الثاني (٦١٤-٥٦٢ ق.م) لتمویل التجارة من البحر الأبیض المتوسط إلى الخلیج في البصرة وقامت في هذه المنطقة مملكة أسهمت بشكل كبیر في النشاط التجاري وهي مملكة میسان على حافتي شط العرب، ولقد ورد أول ذكر لهذه المملكة من قبل سترابو في القرن الأول قبل الميلاد وكتبت بصیغة (مشیین أو میشان) ، أما جغرافيو الیونان والرومان فقد ذكروا أن الأبلة تقع على رأس الخلیج على مدینة فورات مقابل مدینة باسینیوس  والأبلة تقع على نهر دجلة الذي سمي فیما بعد بدجلة العوراء وهو شط العرب حالیاً وتبعد الأبلة عن البصرة الإسلامیة (بصرة عتبة) أربعة فراسخ أي ٢٤ كم، وقد أطلق على دجلة العوراء تسمیات عدیدة منها فرات میسان، وأطلق الفرس على شط العرب اسم بهمنشیر وسمي أیضاً بفیض البصرة لذلك فإن الكثیر من الباحثین یعتقدون أن موقع الأبلة هو موضع العشار الحالي، وأن نهر الأبلة هو نهر العشار وذلك استناداً لما ذكره الجغرافيون العرب والمسلمون الذين ذكروا العشار ومشهده الشريف الذي يُستجاب الدعاء فيه فيه ويقع عند فم نهر الأبلة ويُعتقد أن هذا المشهد هو نفسه جامع المقام الحالي.
وبسبب غارات العرب المستمرة على المدن العراقية قام الفرس بحفر خندق حول الأبلة، فأصبحت وظیفتها عسكریة بالإضافة إلى دورها التجاري، فهي مسلحة للأعاجم كما ذكر الجغرافيون والبلدانيين العرب.

## النشاط التجاري للأبلة قبل الإسلام
ذكر المؤرخ الكلاسیكي نیارخوسان أحد البحارین وهو أبولوغس قائد إسطول الإسكندر المقدوني (٣٣٦-٣٢٣ ق. م) حین كلّفه الأخیر بالتعرف على الطریق البحري من نهر السند إلى مصب الرافدين، فأعد لذلك إسطولاً ضخماً، فبدأت رحلته عام ٣٢٦ ق.م، وقد طالت هذه الرحلة خمسة شهور، ومما ذكره بالنسبة لمدینة الأبلة
قوله: (فیها مستودع تجارات خلیج فارس)  وذكرها صاحب كتاب الطواف حول البحر الأرتیري أنها مدینة من أسواق (بارتيا) أي إقلیم فارس، تصدّر إلى الیمن الكثیر من اللؤلؤ والارجوان والخمور والبلح (التمر) والذهب. وكان یقطن الأبلة قبل الإسلام الكثير من النبط بجانب العرب والفرس والیهود والمسیحیین، ففي السنوات (٥٢٤-٥٣٥م) كان في الأبلة مركز لمطرانية المسحیین النساطرة.، إن موقع مدینة الأبلة على رأس الخلیج أهمیة كبیرة حیث كانت تستقبل السفن القادمة عبر البحر من الهند والصین وشرق أفریقیا ثم عن طریق میناء الأبلة إلى فارس وشمال العراق حتى بلاد الشام والبحر المتوسط وهذا جعلها مدینة عالمیة، بالإضافة لهذا الموقع لمدینة الابلة فان حضارة العراق تعد من اقدم حضارات العالم، وهذه الحضارة لابد لها من مصدر اقتصادي كبیر وهو التجارة فضلاً عن الزراعة وخصوبة أراضيه مما جعله محط انظار العالم، وبسبب هذا الموقع انتعشت التجارة الخارجیة حیث یصف (Bevin) مدینة بابل بقوله: (كانت محط رحال الاقوام ومجمع اتصال تجاراتهم، اذ فیها كانت تزدحم بیاعات أهل الشمال وبلاد العرب والهند وبحر الروم وسكان الغرب، وفیها مجمع اناس من سلالات وألسنة مختلفة وفیها كانوا یختلطون بعضهم ببعض والمعروف ان مؤانئ مدينة بابل كانت في جنوب العراق ومنها الابلة، وبسبب هذا الموقع اهتم ملوك العراق بالتجارة الخارجیة البحریة وحمایتها من اجل انسیابیة سیر السفن عن طریق الخلیج ثم نهري دجلة والفرات، وعلى سبیل المثال كانت سفن سرجون الأكدي الذي اعتلى العرش ٢٣٧١ ق.م تجوب میاه الخلیج من اجل ربط البحرین بالعراق). المعروف ان أشهر تجار العالم هم الفنیقیین الذين كان لتواجدهم بموقع الابلة منذ القرن السابع قبل المیلاد دور كبير في امتهانهم التجارة العالمیة وقد استقروا في شط العرب مما انعش التجارة البحریة  وبما ان الدولة الساسانیة الدولة الجارة للعراق والمطلة على الخلیج العربي، وهي من الدول البحریة المهمة، فقد شجعت الملاحة في الخلیج وانشأت العدید من الموانئ، فقام ملكهم اردشیر بن بابك (٢٢٤-٢٤١م) بتجدید میناء الابلة، كما وأنشأ الساسانیون لهم اسطولا في الخلیج كي یحافظوا على سلامة السفن التجارة المارة عبر مناطقهم  وكان الخلیج العربي طریقاً مائیاً نشطاً منذ عصور قدیمة بین العاصمة المدائن على دجلة وبین الاقسام الجنوبیة الشرقیة للجزیرة العربیة كما ان بضائعها وتجارتها من الهند واقصى الشرق عرفت طریقها منذ حقب سابقة عبر المحیط الهندي إلى البحر العربي ثم الخلیج العربي ومنه عبر دجلة والفرات ثم إلى العاصمة المدائن. من العوائق التي أثرت في میناء الابلة الصراع السیاسي بین الدول الكبرى، بین خلفاء الاسكندر البطالمة في مصر والسلوقیین في العراق وسوریة، هذا الصراع أعاق التجارة الدولیة من الخلیج عبر العراق إلى سوریا، ثم أن البطالمة شجعوا التجارة عبر البحر الاحمر من خلال تأسیسهم للعدید من الموانئ فیه ، وكذلك فإن الحروب الساسانیة الرومانیة أثرت ایضاً على التجارة لأن سیطرة الرومان على سوریا وفلسطین قطعت الاتصال مع العراق وموانئ الخلیج الا في عهد اغسطوس (١٣ق.م – ١٤م) الذي هادن الفرس، وأما في العهود الأخرى فان اغلب تجارة الأبلة تركزت مع دول الشرق وموانئها كالهند والصين وسیلان.

## ما ذكرة المؤرخون والجغرافيون

### الطبري
قال الطبري
- وبالأبلة خمسمائة من الأساورة يحمونها وكانت مرفأ السفن من الصين وما دونها، فسار عتبة فنزل دون الإجانة، فأقام نحوا من شهر، ثم خرج إليه أهل الأبلة فناهضهم عتبة، وجعل قطبة بن قتادة السدوسي وقسامة بن زهير المازني في عشرة فوارس، وقال لهما: كونا في ظهرنا، فتردا المنهزم، وتمنعا من أرادنا من ورائنا ثم التقوا فما اقتتلوا مقدار جزر جزور وقسمها، حتى منحهم الله أكتافهم، وولوا منهزمين، حتى دخلوا المدينة، ورجع عتبة إلى عسكره، فأقاموا أياما، وألقى الله في قلوبهم الرعب فخرجوا عن المدينة، وحملوا ما خف لهم، وعبروا إلى الفرات، وخلوا المدينة، فدخلها المسلمون فأصابوا متاعا وسلاحا وسبيا وعينا، فاقتسموا العين، فأصاب كل رجل منهم درهمان، وولى عتبة نافع بن الحارث أقباض الأبلة، فأخرج خمسه، ثم قسم الباقي بين من أفاءه الله عليه، وكتب بذلك مع نافع بن الحارث.
- وعن بشير بن عبيد الله، قال: قتل نافع بن الحارث يوم الأبلة تسعه، وأبو بكر ستة.
- وعن داود بن أبي هند، قال: أصاب المسلمون بالأبله من الدراهم ستمائة درهم، فأخذ كل رجل درهمين، ففرض عمر لأصحاب الدرهمين ممن أخذهما من فتح الأبلة في الفين من العطاء، وكانوا ثلاثمائة رجل، وكان فتح الأبلة في رجب، أو في شعبان من هذه السنة.
- وعن عباية بن عبد عمرو، قال: شهدت فتح الأبلة مع عتبة، فبعث نافع بن الحارث إلى عمر رحمه الله بالفتح، وجمع لنا أهل دست ملسان، فقال عتبة: أرى أن نسير إليهم، فسرنا فلقينا مرزبان دست ميسان، فقاتلناه، فانهزم أصحابه وأخذ أسيرا، فأخذ قباؤه ومنطقته، فبعث به عتبة مع انس ابن حجية اليشكري.
- وعن علي بن زيد، قال: لما فرغ عتبة من الأبلة، جمع له مرزبان دست ميسان، فسار إليه عتبة من الأبلة، فقتله، ثم سرح مجاشع بن مسعود إلى الفرات وبها مدينة ووفد عتبة إلى عمر، وأمر المغيرة أن يصلي بالناس حتى يقدم مجاشع من الفرات، فإذا قدم فهو الأمير فظفر مجاشع بأهل الفرات، ورجع إلى البصرة وجمع الفيلكان، عظيم من عظماء أبزقباذ للمسلمين، فخرج إليه المغيرة بن شعبة، فلقيه بالمرغاب، فظفر به، فكتب إلى عمر بالفتح.
- وعن عبد الرحمن بن جوشن، قال: شخص عتبة بعد ما قتل مرزبان دست ميسان، ووجه مجاشعا إلى الفرات، واستخلفه على عمله، وامر المغيرة بن شعبة بالصلاة حتى يرجع مجاشع من الفرات، وجمع أهل ميسان، فلقيهم المغيرة، وظهر عليهم قبل قدوم مجاشع من الفرات، وبعث بالفتح إلى عمر.
- الطبري، بإسناده عن قتادة، قال: جمع أهل ميسان للمسلمين، فسار إليهم المغيرة، وخلف المغيرة الأثقال، فلقي العدو دون دجلة، فقالت أردة بنت الحارث بن كلدة: لو لحقنا بالمسلمين فكنا معهم! فاعتقدت لواء من خمارها، واتخذ النساء من خمرهن رايات، وخرجن يردن المسلمين، فانتهين إليهم، والمشركون يقاتلونهم، فلما رأى المشركون الرايات مقبلة، ظنوا أن مددا أتى المسلمين فانكشفوا، وأتبعهم المسلمون فقتلوا منهم عدة.
- وعن حارثة بن مضرب، قال: فتحت الأبلة عنوة، فقسم بينهم عتبة- ككة- يعني خبزا أبيض وعن محمد بن سيرين مثله.
- وعن عمرة ابنة قيس، قالت: لما خرج الناس لقتال أهل الأبلة خرج زوجي وابني معهم، فأخذوا الدرهمين ومكوك زبيب، وإنهم مضوا حتى إذا كانوا حيال الأبلة، قالوا للعدو، نعبر إليكم أو تعبرون إلينا؟ قال: بل اعبروا إلينا، فأخذوا خشب العشر فأوثقوه، وعبروا إليهم، فقال المشركون: لا تأخذوا أولهم حتى يعبر آخرهم فلما صاروا على الأرض كبروا تكبيرة، ثم كبروا الثانية، فقامت دوابهم على أرجلها، ثم كبروا الثالثة، فجعلت الدابة تضرب بصاحبها الأرض، وجعلنا ننظر إلى رءوس تندر، ما نرى من يضربها، وفتح الله على أيديهم.
- المدائني، قال: كانت عند عتبة صفية بنت الحارث بن كلدة، وكانت أختها أردة بنت الحارث عند شبل بن معبد البجلي، فلما ولي عتبة البصرة انحدر معه أصهاره: أبو بكرة، ونافع، وشبل بن معبد، وانحدر معهم زياد، فلما فتحوا الأبلة لم يجدوا قاسما يقسم بينهم، فكان زياد قاسمهم، وهو ابن أربع عشرة سنة، له ذؤابة، فأجروا عليه كل يوم درهمين.[22]

### الإصطخري
قال الإصطخري
البحر وغرقت في هذا الخور، يعرف بخور ال أبله، أبله مدينه صغيره خصبه عامره، حد لها نهر الأبله إلى البصرة، وحد لها دجلة - التي يتشعب منها هذا النهر- عاطفا عليها، وينتهى عمودها إلى البحر ببعبادان، وللبصرة مدن: فأما عبادان والأبله والمفتح والمذار فعلى شط دجلة، وهى مدن صغار متقاربه في الكبر عامره، إلا الأبله فإنها أكبرها، وفي حدود البصرة بين أضعاف قراها آجام كثيره وبطائح، أكثرها يسار فيها بالمرادى، قريبه القعر كأنها كانت على قديم الأيام أرضا مكشوفه، ويشبه أن يكون لما بنيت البصرة وشقت الأنهار، واتصل بعضها ببعض في القرى والمجاري، تراجعت المياه وغلبت على ما يسفل من أرضها، فصارت بحارا وهى البطائح.

### المقدسي
قال المقدسي
على دجلة عند فم نهر البصرة من قبل الشمال الجامع أعلى القرية عامره كبيره ارفق من البصرة وارحب.

### ناصر خسرو
قال ناصر خسرو
والأبله التي تقع على النهر المسمى بها مدينه عامره وقد رأيت قصورها وأسواقها ومساجدها وأربطتها وهي من الجمال بحيث لا يمكن حدها أو وصفها والمدينة الأصلية تقع الجانب الشمالي للنهر وعلى جانبه الجنوبي يوجد من الشوارع والمساجد والأربطة والأسواق والأبنية الكبيرة ما لا يوجد أحسن منه في العالم وهذا الجانب الجنوبي يسمى شق عثمان والشط الكبير الذي هو دجلة والفرات مجتمعين والمسمى شط العرب يقع شرقي الأبله والمدينة في الجنوب ويلتقي نهرا الأبله ومعقل عند البصرة وقد ذكرت ذلك من قبل.

### ابن طباطبا علوي أصفهاني
قال ابن طباطبا علوي أصفهاني
الابلة بضم أوله وثانيه وتشديد اللام وفتحها: بلدة على شاطئ دجلة البصرة العظمى في زاوية الخليج الذي يدخل إلى مدينة البصرة وهي أقدم من البصرة كانت فيها مسالح للفرس وقائد. قال الاصمعي: جنان الدنيا ثلاث: غوطة دمشق ونهر بلخ ونهر الابلة. وحشوش الدنيا خمسة: الابلة وسيراف وعمان وأردبيل وهيت.

### البكري الأندلسي
قال البكري الأندلسي
بضم الهمزة والباء وتشديد اللام: بالبصرة معلومة، وهي من طساسيج دجلة، قال ابن أحمر:
قال الأصمعي: أراد: جزى الله قومي بالبصرة، فلم تستقم له. والفراض:
جمع فرضة، وكل مشرعة إلى الماء فرضة. وأصل الأبلة: المتلبد من التمر، فهو إذن فعلة، من قوله تعالى: طيرا أبابيل، أي جماعات، ومثلها الأفرة، من أفر: إذا قفز ووثب. وقيل إن أصل اللفظة نبطية، وذلك أنهم كانوا يصنعون فيها، فإذا كان الليل وضعوا أدواتهم عند امرأة يقال لها هو بي ، فماتت، فقالوا هو بى لى، أي ماتت، فسميت الأبلة بذلك. هكذا نقل القالي في البارع، ورواه ابن الأنباري في كتاب الحاء، عن أبى حاتم، عن الأصمعي؛ وقال يعقوب: الأبلة: الفدرة من التمر.

### الزمخشري
قال الزمخشري
سميت بالنبطية بامرأه كانت تسكنها.

### الإسكندري
قال الإسكندري
وأما الأبلة- بضم الهمزة والباء الموحدة وتشديد اللام-: فهي أبلة البصرة، قال الأصمعي:
أصل هذا الاسم بالنبطية، وكانت قبل الإسلام. وقال غيره: الأبلة كانت تسمى بالنبطية بامرأة كانت تسكنها، يقال لها (هوب) خمارة، فجاء قوم من النبط يطلبونها، فقيل لهم: (هوب ليكا) أي ليست، فغلطت الفرس، فقالوا: (هوب لت) فعربتها العرب فقالوا: الأبلة.

### الحازمی الهمدانی
قال الحازمی الهمدانی
بضم الهمزة والباء المعجمة بواحده، وتشديد اللام: فالبلد المعروف قرب البصرة في جانبها البحري، وهو أقدم من البصرة، وقال الأصمعي: هو اسم نبطي.
وينسب إليه نفر من رواه الحديث، منهم شيبان بن فروخ الأبلي.

### یاقوت الحموی
قال یاقوت الحموی
بضم أوله وثانيه وتشديد اللام وفتحها، قال أبو علي: الأبله، اسم البلد. الهمزة فيه فاء، وفعله قد جاء اسما وصفه، نحو حضمه وغلبه، وقالوا قمد، فلو قال قائل: إنه أفعله، والهمزة فيه زائده، مثل أبلمه وأسنمه، لكان قولا.
وذهب أبو بكر في ذلك إلى الوجه الأول، كأنه لما رأى فعله أكثر من أفعله، كان عنده أولى من الحكم بزياده الهمزة، لقله أفعله، ولمن ذهب إلى الوجه الآخر أن يحتج بكثره زياده الهمزة أولا.
وقالوا للفدره من التمر الأبله. قال الشاعر، وهو أبو المثلم الهذلي:
وهذا أيضا فعله، من قولهم طير أبابيل، فسره أبو عبيده جماعات في تفرقه، فكما أن أبابيل فعاعيل وليست بأفاعيل، كذلك الأبله فعله وليست بأفعله.
وحكي عن الأصمعي في قولهم الأبله التي يراد بها اسم البلد: كانت به امرأه خماره تعرف بهوب في زمن النبط، فطلبها قوم من النبط، فقيل لهم:
هوب لاكا، بتشديد اللام، أي ليست هوب ههنا، فجاءت الفرس فغلظت، فقالت: هو بلت، فعربتها العرب فقالت: الأبله.
وقال أبو القاسم الزجاجي: الأبله الفدره من التمر، وليست الجلة كما قال أبو بكر الأنباري. إن الأبله عندهم الجلة من التمر، وأنشد ابن الأنباري:
ويأبى الأبله لم ترضض وقرئ بخط بديع الزمان بن عبد الله الأديب الهمذاني في كتاب قرأه على أبي الحسين أحمد بن فارس اللغوي وخطه له عليه: سمعت محمد بن الحسين بن العميد يقول سمعت محمد بن مضا يقول سمعت الحسن بن علي بن قتيبه الرازي يقول سمعت أبا بكر القاري يقول: الأبله، بفتح أوله وثانيه، والأبله بضم أوله وثانيه، هو المجيع. وأنشد البيت المذكور قبل، والمجيع: التمر باللبن.
والأبله بلده على شاطئ دجلة البصرة العظمى في زاويه الخليج الذي يدخل إلى مدينه البصرة، وهي أقدم من البصرة، لأن البصرة مصرت في أيام عمر بن الخطاب، رضي الله عنه، وكانت الأبله حينئذ مدينه فيها مسالح من قبل كسرى، وقائد، وقد ذكرنا فتحها في سبذان.
وكان خالد بن صفوان يقول: ما رأيت أرضا مثل الأبله مسافه، ولا أغذى نطفه، ولا أوطأ مطيه، ولا أربح لتاجر، ولا أخفى لعائذ.
وقال الأصمعي: جنان الدنيا ثلاث: غوطه دمشق، ونهر بلخ، ونهر الأبله. وحشوش الدنيا خمسه:
الأبله، وسيراف، وعمان، وأردبيل، وهيت.
وأما نهر الأبله الضارب إلى البصرة، فحفره زياد.
وحكي أن بكر بن النطاح الحنفي مدح أبا دلف العجلي بقصيده، فأثابه عليها عشره آلاف درهم، فاشترى بها ضيعه بالأبله، ثم جاء بعد مديده، وأنشده أبياتا:
فقال أبو دلف: وكم ثمن هذه الضيعة الأخرى؟
فقال: عشره آلاف درهم، فأمر أن يدفع ذلك إليه، فلما قبضها قال له: اسمع مني يا بكر، إن إلى جنب كل ضيعه ضيعه أخرى، إلى الصين وإلى ما لا نهاية له، فإياك أن تجيئني غدا، وتقول إلى جنب هذه الضيعة ضيعة أخرى، فإن هذا شيء لا ينقضي.
وقد نسب إلى الأبلة جماعة من رواة العلم، منهم شيبان بن فروخ الأبلي، وحفص بن عمر بن إسماعيل الأبلي روى عن سفيان الثوري ومسعر بن كدام ومالك بن أنس وابن أبي ذئب، وابنه إسماعيل بن حفص أبو بكر الأبلي، وأبو هاشم كثير بن سليم الأبلي من أهلها، وهو الذي يقال له كثير بن عبد الله يضع الحديث على أنس ويرويه عنه لا تحل روايه حديثه. وغير هؤلاء.
قال أبو الفداء
نهر الأبلة ومخرجه من دجلة من تحت نهر معقل بأربعة فراسخ
والأبلة بليدة عند فوهته وذلك بعد أن يتجاوز دجلة سمت البصرة ويسير نهر الأبلة إلى جهة البصرة يتفرع منه أنهار تسقي ما على جانبيه من البساتين الملتفة التي هي إحدى متنزهات الدنيا ويجري نهر الأبلة مغربا، ثم يعطف إلى جهة الشمال كالقوس حتى يلتقي مع نهر معقل عند البصرة فإذا مد البحر جرى نهر الأبلة في نهر معقل ورجع الماء قهقرى حتى ينتهي المد وتأتي السفن من بحر الهند وتصعد من عبادان في دجلة إلى الأبلة وتصعد في نهر الأبلة إلى البصرة، ثم تسير في نهر معقل إلى دجلة وإذا جزر البحر رجع الماء وجرى نهر معقل في نهر الأبلة وهما على ذلك دائما ونهر معقل مع نهر الأبلة مثل نصف دائرة ودجلة بمنزلة الوتر أو القطر وما تحيط به هذه الأنهر تسمى الجزیره العظمى وجميعها بساتين ومزدرع.
الأبلة: قال ابن حوقل: والأبلة مدينة صغيرة خصبة عامرة حد لها نهر الأبلة إلى البصرة وحد لها دجلة التي يتشعب منها هذا النهر عاطفا عليها، وينتهي عمودها إلى البحر وعبادان، وطول نهرها أربعة فراسخ بين البصرة والأبلة، وعلى حافتي هذا النهر قصور وبساتين متصلة كأنها بستان واحد قد مدت على خيط واحد، وكأن نخيلها قد مدت على خيط واحد، وجميع بساتين تلك الناحية مخترقة بعضها إلى بعض حتى إذا جاءهم مد البحر تراجع الماء في كل نهر حتى يدخل نخيلهم وحيطانهم من غير تكلف فإذا جزر الماء انحطت؛ حتى تخلو البساتين والنخيل.

### القزویني
قال القزویني
كورة بالبصرة طيبة جدا، نضرة الأشجار متجاوبة الأطيار متدفقة الأنهار، مؤنقة الرياض والأزهار، لا تقع الشمس على كثير من أراضيها، ولا تبين القرى من خلال أشجارها. قالوا: جنان الدنيا أربع: أبلة البصرة، وغوطة دمشق، وصغد سمرقند، وشعب بوان.
والأبلة جانبان: شرقي وغربي، أما الشرقي فيعرف بشاطئ عثمان قديما وهو عثمان بن ابان بن عثمان بن عفان، وهو العامر الآن بها الأشجار والأنهار والقرى والبساتين وهو على دجلة. وأنهارها مأخوذة من دجلة.
وبها أنواع الأشجار وأجناس الحبوب وأصناف الثمار، لا تكاد تبين قراها
في وسطها من التفاف الأشجار.
وبها مشهد كان مسلحة لعمر بن الخطاب، وكانت بها شجرة سدر عظيمة كل غصن منها كنخلة ودورة ساقها سبعة أذرع، والناس يأخذون قشرها ويتبخرون به لدفع الحمى، وكان ينجع وذكروا انه قلما يخطئ. فلما ولي بابكين البصرة أشاروا إليه بقطعها لمصلحة، وكان قد ولي البصرة مدة طويلة وحسنت سيرتهم، وكان هو في نفسه رجلا خيرا، فلما قطعها أنكر الناس فعزل عن قريب عن البصرة.
وأما الجانب الغربي من الابلة فخراب، غير ان فيه مشهدا يعرف بمشهد العشار وهو مشرف على دجلة، وهو موضع شريف قد اشتهر بين الناس ان الدعاء فيه مستجاب. وكان في قديم الزمان بهذا الجانب بنيان مشرف على دجلة وبساتين وقصور في وسطها، وكان الماء يجري في دورها وقصورها وقد امتحقت الآن آثارها، فسبحان من لا يعتريه التغير والزوال!.

### عبد المؤمن البغدادي
قال عبد المؤمن البغدادي
بضم أوله وثانيه، وتشديد اللام وفتحها: بلده على شاطئ دجلة البصرة العظمى، في زاويه الخليج الذي يدخل إلى مدينه البصرة، وهى أقدم من البصرة كأنه قبل أن تمصر البصرة، فيها مسالح للفرس وقائد. قال الأصمعي: جنان الدنيا ثلاث: غوطه دمشق، ونهر بلخ، ونهر الأبلة. وحشوش الدنيا ثلاثة: الأبله وسيراف وعمان. وقيل: عمان وأردبيل وهيت، ونهر الأبله الضارب إلى البصرة وحفره زياد.

### العمري
قال العمري
فأما الأبلة فمدينة قديمة دثرت الآن، وبقى متنزهها على ما كان، والأبلة نهر مشتق مندجلة، مرفوع إلى البصرة يسقى بساتينها، والبصرة أشهر من أن توصف حدائقها الملتفة، وجداولها المحتفة، ما تفتر به رياضها من بدائع الزهرات، وتفردت به حدائقها من يانع الثمرات.
قال الجاحظ، ونهر الأبلة سعة زيادة مقابلة نهر معقل، وبينهما البساتين والقصور العالية والمباني البديعة، يتسلسل مجراه، وتتهلل بكرة وعشاياة، وتظله الشجر، وتغنى به زمر الطير، وهي من الحسن حيث يشهد، العيان، ويظهر فنون الأفتان، والأبلة هي المدينة القديمة، وإنما اختطت البصرة، عوضها، وفيه يقول القاضي التنوخي.
قال العمري ایضا;
المتنزهات التي تقع المناظرة فيها بين المشرق والمغرب فإننا نبني الكلام فيها على ما ورد في الكتب، من أن المتنزهات المشهورة بالحسن والتقديم على سواها أربعة: وهي غوطة دمشق بالشام، والأبلة بالعراق، وشعب بوان بأرض فارس، وصغد سمرقند وراء النهر.

### ابن بطوطه
قال ابن بطوطه
وكانت الأبلة مدينة عظيمة يقصدها تجار الهند وفارس فخربت وهي الآن قرية بها آثار قصور وغيرها دالة على عظمها، ثم ركبنا في الخارج من بحر فارس في مركب صغير لرجل من أهل الأبلة يسمى بمغامس، وذلك فيما بعد المغرب فصحبنا إلى عبادان.

### الحمیري
قال الحمیري
بضم الهمزة والباء واللام المشددة، مدينة بالعراق بينها وبين البصرة أربعة فراسخ ونهرها الذي في شمالها، وجانبها الآخر على غربي دجلة، وهي صغيرة المقدار حسنة الديار واسعة العمارة متصلة البساتين عامرة بالناس المياسير وهم في خصب من العيش ورفاهية.
وهي في قول محمد بن سيرين القرية التي مر بها موسى والخضر عليهما السلام فاستطعما أهلها فأبوا أن يضيفوهما، قالوا: وهم أبخل أهل قرية وأبعدها من السخاء، ويحكى أن أهلها رغبوا إلى عمر بن الخطاب رضي الله عنه في أن يثبت في المصحف: فأتوا أن يضيفوهما- بالتاء المثناة بدل الباء- وقالت فرقة: بل القرية انطاكية، وقيل: هي برقة، ويقال: إنها الجزيرة الخضراء بالأندلس.
وكان عمر بن الخطاب رضي الله عنه قد أمر بحفر نهر الأبلة فلما ولي عثمان رضي الله عنه جعل نصف النفقة على أهل الخراج والنصف الثاني على بيت المال، فمدوه إلى البصرة. والأبلة مدينة قديمة عامرة فتحها عتبة بن غزوان في زمن عمر رضي الله عنه ، ولما نزل عتبة الخريبة وبالأبلة خمسمائة من الاساورة وكانت مرفأ الصين وما دونها، خرج اليه أهل الأبلة فناهضهم عتبة، وأمر رجلين من أصحابه فقال لهما: كونا في عشرة فوارس في ظهورنا فتردان المنهزم وتمنعان من أرادنا من ورائنا، ثم التقوا فاقتتلوا مقدار جزر جزور وقسمها، ثم منحهم الله تعالى أكتافهم فولوا منهزمين حتى دخلوا المدينة، ورجع عتبة إلى عسكره فأقاموا أياما وألقى الله عز وجل في قلوبهم الرعب، فخرجوا عن المدينة وحملوا ما خف وعبروا الفرات وخلوا المدينة، فدخلها المسلمون فأصابوا متاعا وسلاحا وسبيا وعينا فاقتسموا العين، وولي نافع ابن الحارث أقباض الأبلة فأخرج خمسة ثم قسم الباقي بين من أفاء الله عليه، وشهد فتح الأبلة مائتان وسبعون. قالوا : ولما خرج الناس لقتال أهل الأبلة قالوا للعدو: نعبر اليكم أو تعبرون الينا؟
فقالوا: اعبروا الينا، فأخذوا خشب العشر وأوثقوه وعبروا، فقال المشركون: لا نأخذ أولهم حتى يعبر آخرهم، فلما صاروا على الأرض كبروا تكبيرة ثم كبروا الثانية فقامت دوابهم على أرجلها ثم كبروا الثالثة فجعلت الدابة تضرب بصاحبها الأرض وجعلنا ننظر إلى رؤوس تندر لا نرى من يضربها، وفتح الله على أيديهم المدينة. وقال سلمة بن فلان : شهدت فتح الأبلة فوقع في سهمي قدر نحاس، فلما نظرت إذا هي ذهب فيها ثمانون الف مثقال، وكتب في ذلك إلى عمر رضي الله عنه، فكتب أن يحلف سلمة بالله لقد أخذتها يوم أخذتها وهي عنده نحاس فإن حلف سلمت اليه، وإلا قسمت بين المسلمين، فحلفت فسلمت لي، قال: فأصول أموالنا اليوم منها. وقال خالد بن عمير:
شهدت فتح الأبلة مع عتبة بن غزوان فأصبنا سفينة مملوءة جوزا فقال رجل منا: ما هذه الحجارة؟ وكسرناها فأكلنا منها فقلنا هذا طعام طيب.
وقال علي بن سعيد: كان فخر الدين علي بن الدامغاني قدمه الخليفة المستنصر على ديوان الزمام، قال: وصحبته من مدينة السلام إلى أسافل دجلة لجمع الأموال فانحدرنا إلى البصرة وحللنا بين نهر معقل ونهر الأبلة، فنصب فخر الدين هناك خيمة وتزاحم الوفود عليه من المسلمين واليهود والنصارى والصابئة والمجوس، فقلت له:
فاستحسن ذلك فخر الدين، قال: وكان نزولنا في جنوبي نهر معقل وبينه وبين نهر الأبلة في الجنوب فرسخ، ويخرج من أعلى هذا النهر فيض ومن أصل النهر الآخر فيض يختلطان فيصير منهما النهر الذي يمتد مع البصرة في شرقيها، ويجمع ذلك المكان أصناف الزهر وأشتات الرياحين والنخل، فأنشد فخر الدين:
ولما دخل الططر مدينة السلام أبقوه على جباية البلاد لمعرفته بها ثم قدموه للشنق سنة تسع وخمسين وستمائة لأنهم اتهموه بمواطأة صاحب مصر عليهم.

### البروسوي
قال محمد بن على، بروسوي
الأبلة : بضم الهمزة والباء الموحدة وتشديد اللام ثم هاء في الآخر، مدينة من الثالث من العراق على فوهة نهرها من دجلة، وهي مدينة صغيرة حصينة عامرة، حد لها نهر الأبلة إلى البصرة، وحد لها الدجلة التي يتشعب منها هذا النهر عاطفا عليها، وينتهي عمودها إلى البحر بعبادان، وطول نهرها أربعة فراسخ بين البصرة والأبلة، وعلى حافتي هذا النهر قصور وبساتين متصلة كأنها بستان واحد (قد مدت على خيط واحد، وكأن نخليها قد مدت على خيط واحد)، وجميع بساتين تلك الناحية مخترقة بعضها إلى بعض حتى إذا جاء مد البحر تراجع الماء في كل نهر حتى يدخل نخليهم وحيطانهم من غير تكلف، وإذا جزر الماء أنحطت حتى تخلو البساتين والنخيل، في الأطوال:
طولها عد عرضها ل به. في القانون : طولها عد عرضها لا به.